# Bukit Juk
Bukit Juk är en kulle i Indonesien.   Den ligger i provinsen Aceh, i den västra delen av landet, 1 600 km nordväst om huvudstaden Jakarta. Toppen på Bukit Juk är 81 meter över havet.
Terrängen runt Bukit Juk är platt.Runt Bukit Juk är det ganska tätbefolkat, med 52 invånare per kvadratkilometer. Omgivningarna runt Bukit Juk är en mosaik av jordbruksmark och naturlig växtlighet.